# Faravahar

Faravahar

Faravahar Perszepoliszban

A Faravahar (perzsa: فروهر), más néven Farr-e Kijani (فر کیانی), az egyik legismertebb iráni szimbólum, amely a zoroasztrizmust, az  arab invázió előtti Irán első vallását, ezen keresztül az iráni nemzettudatot jelképezi.
A Faravahar az irániak egyik leginkább használt jelképe, amely nemcsak vallási szimbólumként használatos, hanem világi jelképpé is vált. Jó gondolatokat szimbolizál (پندار نیک pendár-e nik), jó szavakat (گفتار نیک goftár-e nik) és jó cselekedeteket (کردار نیک kerdár-e nik), amelyek a zoroasztrizmus alapvető elvei. Az Óperzsa Birodalomban a Faravahar szimbólumot paloták bejárata fölé vésték, egyfajta nemzeti emblémaként használták, és sok perzsa szerint ma is az ősök „eredeti szimbóluma”.
Ez a szimbólum azonban nem tekinthető Ahura Mazdá isteni képének, ahogyan gyakran a népszerű irodalomban szerepel. Az ősi Iránban Hérodotosz szerint Ahura Mazdáról nem készültek képek. A fény vagy tűz jelképét használták helyette. A Faravahar azokat az ellentétes erőket mutatja, amelyek Zarathustra szerint az ember elméjében (mint az ellentétek örök küzdelme) működnek, és az emberré válás, emberré érés folyamatára törekednek, mielőtt az elme elhagyja a halandó testet, és (az életmódtól függően) egy magasabb szintű léthez közeledik.
A szimbólum Assur asszír istenség ábrázolásával mutat hasonlóságot.
Etimológiailag a Faravahar kifejezés egyfajta őrző szellemre utal, amely megvédi az embert az Isten felé vezető úton.

## Az iráni kultúrában
Irán arab hódítása után  a zoroasztrizmus az iráni kultúra része maradt. Évente több olyan ünnepet is megtartanak, amelyek a zoroasztriánus hagyományok maradványai, mint például az iráni újévet (Nouruz), Mehregant vagy a Csaharsanbe Szúrit. A 20. század elejétől a Faravahar jelkép nyilvános helyeken is feltűnt, és az irániak körében ismert és kedvelt szimbólum lett.
A Firdauszi műve, a Sáhnáme, Irán nemzeti eposza az iszlám előtti zoroasztrikus idők (részben történelmi, részben mitikus elemekkel átszőtt) története. A szimbólumot Firdauszi irániak által tömegesen látogatott, az 1930-as évek elején épített síremlékén is elhelyezték.
A Nap Trón, az ősi Perzsa Birodalom székhelye szoros kapcsolatban áll a Farahavarral. Az uralkodó a trón közepén ül, amely úgy van kialakítva, mint egyfajta, a talajból kiemelkedő platform vagy ágy. Ezt a vallási-kulturális szimbólumot a Pahlavi-dinasztia tett a az iráni nemzet jelképévé.
A mai zoroasztrizmusban a Faravahar emlékeztet az élet legfőbb céljára, amely szerint az ember olyan módon éljen, hogy a lélek a zoroasztánus frasokereti felé haladjon: A frasokereti az Avesztából származó közép-perzsa nyelvű kifejezés, amely a  világegyetem végleges ujjászületéséről szóló zoroasztrikus doktrínához tartozik, amikor a gonosz megsemmisül, és minden más eléri a tökéletes egységét Istennel (Ahura Mazdá).
Bár a szimbólum egyes elemeinek számos értelmezése van, ezek egyike sem régebbi a XX. századnál.

## Fordítás
Ez a szócikk részben vagy egészben  a   Faravahar című angol Wikipédia-szócikk ezen változatának fordításán alapul.  Az eredeti cikk szerkesztőit annak laptörténete sorolja fel. Ez a jelzés csupán a megfogalmazás eredetét és a szerzői jogokat jelzi, nem szolgál a cikkben szereplő információk forrásmegjelöléseként.